# Нірим (Айова)
Нірим (англ. Knierim) — місто (англ. city) в США, в окрузі Калгун штату Айова. Населення — 53 особи (2020).

## Географія
Нірим розташований за координатами 42°27′22″ пн. ш. 94°27′21″ зх. д. / 42.45611° пн. ш. 94.45583° зх. д. (42.456140, -94.455937).  За даними Бюро перепису населення США в 2010 році місто мало площу 2,60 км², уся площа — суходіл.

## Демографія
Згідно з переписом 2010 року, у місті мешкало 60 осіб у 25 домогосподарствах у складі 17 родин. Густота населення становила 23 особи/км².  Було 28 помешкань (11/км²).
Расовий склад населення:
| - 96,7 % — білих - 1,7 % — осіб інших рас |

До двох чи більше рас належало 1,7 %. Частка іспаномовних становила 5,0 % від усіх жителів.
За віковим діапазоном населення розподілялося таким чином: 31,7 % — особи молодші 18 років, 51,6 % — особи у віці 18—64 років, 16,7 % — особи у віці 65 років та старші. Медіана віку мешканця становила 37,5 року. На 100 осіб жіночої статі у місті припадало 114,3 чоловіків;  на 100 жінок у віці від 18 років та старших — 105,0 чоловіків також старших 18 років.
Середній дохід на одне домашнє господарство  становив 57 823 долари США (медіана — 53 438), а середній дохід на одну сім'ю — 63 345 доларів (медіана — 78 125). Медіана доходів становила 47 917 доларів для чоловіків та 45 313 долари для жінок. За межею бідності перебувало 12,8 % осіб, у тому числі 14,8 % дітей у віці до 18 років та 0,0 % осіб у віці 65 років та старших.
Цивільне працевлаштоване населення становило 34 особи. Основні галузі зайнятості: оптова торгівля — 29,4 %, освіта, охорона здоров'я та соціальна допомога — 29,4 %, виробництво — 14,7 %, транспорт — 11,8 %.